# Aglossosia coincidens
Aglossosia coincidens är en fjärilsart som beskrevs av Embrik Strand 1922. Aglossosia coincidens ingår i släktet Aglossosia och familjen björnspinnare. Inga underarter finns listade i Catalogue of Life.